# الشرية (البيضاء)
الشريه هي إحدى قرى الجمهورية اليمنية. وهي تتبع جغرافيًا لمحافظة البيضاء. وإداريًا لمديرية الشرية. يبلغ تعداد سكانها 931 نسمة حسب الإحصاء الذي جرى عام 2004.